# John Marke
John Marke (fl. XVII secolo) è stato un artigiano inglese del XVII secolo.
Costruttore di strumenti matematici e astronomici attivo tra il 1665 e il 1679. Lavorò a Londra con Henry Sutton (c. 1637-1665), al quale successe nel 1665.